# Strandklokrypare
Strandklokrypare (Dactylochelifer latreillii) är en spindeldjursart som först beskrevs av Leach 1817.  I den svenska databasen Dyntaxa används istället namnet Dactylochelifer latreillei. Strandklokrypare ingår i släktet Dactylochelifer och familjen tvåögonklokrypare. Arten är reproducerande i Sverige.

## Underarter
Arten delas in i följande underarter:
- D. l. latreillii
- D. l. septentrionalis